# 哈德利鎮區 (阿肯色州拉法葉縣)
哈德利鎮區（英語：Hadley Township）是位於美國阿肯色州拉法葉縣的一個行政鎮區。

## 地方資料
哈德利鎮區的面積為141.33平方千米，當中陸地面積為140.96平方千米，而水域面積為0.37平方千米。根據2010年美國人口普查的數據，當地共有人口1027人，而人口密度為每平方千米7.27人。